# Грушецкая, Анастасия Сергеевна
Анастасия Сергеевна Грушецкая (30 января 1984, Томск) — российская и белорусская биатлонистка, участница Кубка мира в составе сборной Беларуси, неоднократная чемпионка и призёр чемпионата России. Мастер спорта России.

## Биография
Занималась биатлоном с 2002 года в Томске и в Северске Томской области под руководством тренеров С. В. Грушецкого, В. Шитикова, С. Н. Басова, В. В. Иванова. В конце 2000-х годов также представляла параллельным зачётом Свердловскую область, а в 2010-е годы — Новосибирск.
В крупных юниорских соревнованиях международного уровня участия не принимала.
В сезоне 2007/08 выступала за сборную Беларуси. На Кубке IBU дебютировала на этапе в норвежском Гейло, в своей первой гонке — спринте — заняла 24-е место. Лучший результат в личных видах на Кубке IBU показала на этапе в Обертиллиахе, заняв восьмое место в спринте. Также в сезоне 2007/08 участвовала в Кубке мира, стартовала в трёх гонках. Лучшим результатом стало 74-е (последнее) место в спринте на этапе в Ханты-Мансийске. На этапе в Поклюке спортсменка финишировала 78-й и 82-й, но там ей удавалось опередить нескольких соперниц.
Принимала участие в чемпионате Европы 2008 года в Нове-Место. В составе белорусской команды стала седьмой в эстафете, а в личных видах лучшим результатом было 33-е место в гонке преследования.
По окончании сезона 2007/08 вернулась в Россию, выступала на внутренних соревнованиях.
Становилась чемпионкой России в 2013 году в гонке патрулей и в 2014 году в командной гонке. Несколько раз становилась призёром чемпионата России в командных дисциплинах. В 2011 году стала чемпионкой России по летнему биатлону в эстафете, а в 2012 году — бронзовым призёром.

## Личная жизнь
Окончила Томский государственный педагогический университет (2008).